# Гребля Ваді-Ал-Біх
Гребля Ваді-Ал-Біх (Wadi Al Beeh) – інженерна споруда на північному сході Об’єднаних Арабських Еміратів, у еміраті Рас-ель-Хайма.
Гребля, яку ввели в дію у 1982 (за іншими даними – 1983) році, знаходиться за кілька кілометрів від східних околиць міста Рас-аль-Хейма та виконує функції живлення водоносних горизонтів (затримання на певний час води епізодичних дощів дозволяє забезпечити Її максимальне всотування у алювіальні породи русла) та захисту від повеней. При цьому за п’ять кілометрів нижче по течії,  на виході з гір безпосередньо перед східними околицями Рас-аль-Хейма, зведена менша гребля Ваді-Кідаа.
Гребля Ваді-Ал-Біх виконана як земляна споруда висотою до 18 метрів. Крім того, ліворуч у сідловині облаштована водопереливна ділянка довжиною біля 350 метрів з пропускною здатністю 2650 м3/с. Загальна довжина цих споруд становить 575 метрів.
Гребля може утримувати тимчасове водосховище, об’єм якого первісно становив 7,5 млн м3, проте в подальшому буд доведений шляхом екскавації до 10 млн м3. Максимальна площа поверхні водосховища становить 1,8 (за іншими даними – 3,2) км2, а водозбірний басейн греблі має площу 468 км2.